# Itapetim
Itapetim là một đô thị thuộc bang Pernambuco, Brasil. Đô thị này có diện tích 405 km², dân số năm 2007 là 13986 người, mật độ 34,53 người/km².